# Ogcodes croucampi
Ogcodes croucampi este o specie de muște din genul Ogcodes, familia Acroceridae, descrisă de Barraclough în anul 1997. Conform Catalogue of Life specia Ogcodes croucampi nu are subspecii cunoscute.